# Johan Ernst IV av Sachsen-Weimar

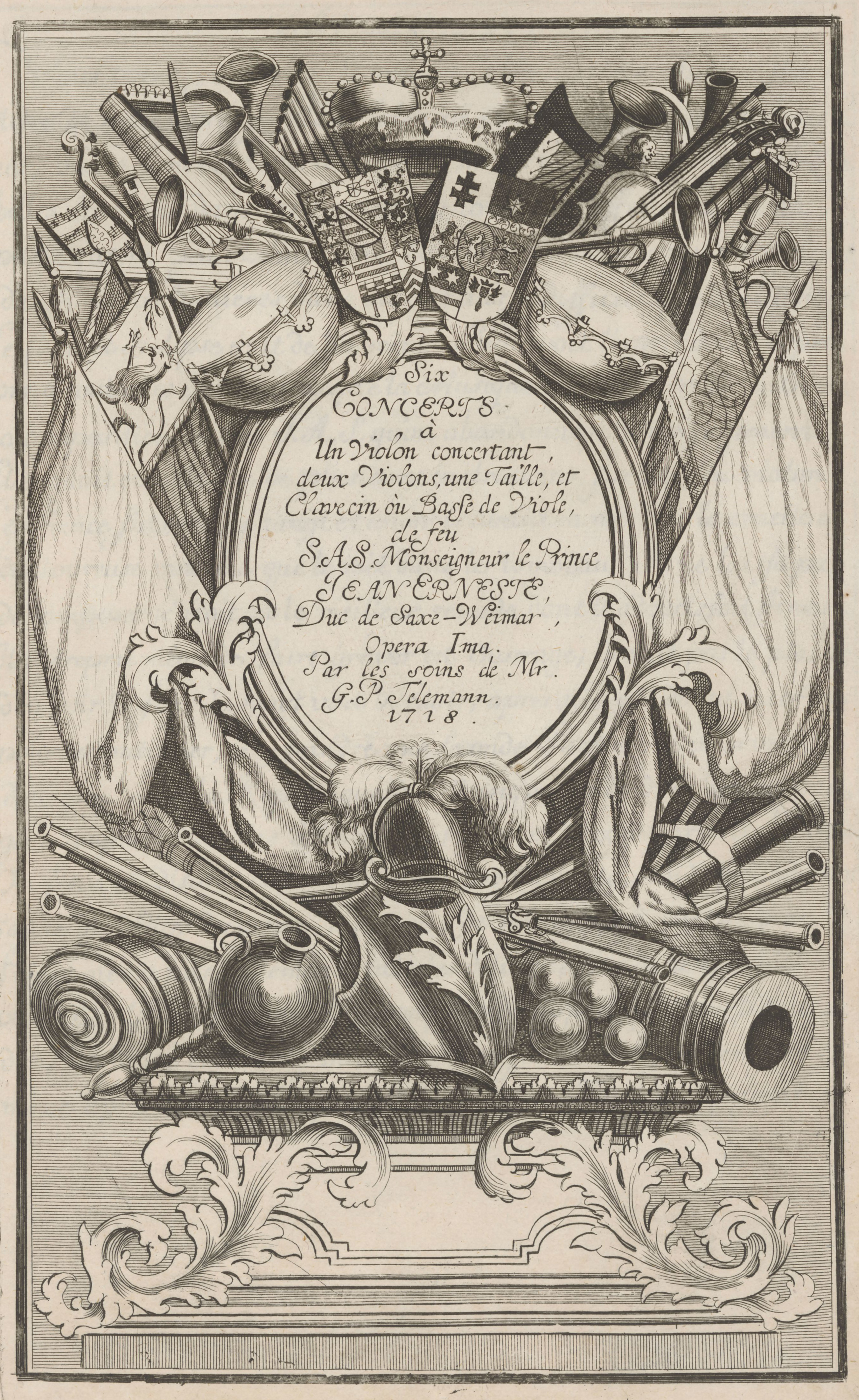
Johan Ernsts sex konserter, titelsidan.

Johan Ernst IV, född den 25 december 1696 i Weimar, död den 1 augusti 1715 i Frankfurt am Main, var hertig av Sachsen-Weimar och tonsättare. Han var son till Johan Ernst III av Sachsen-Weimar.
Efter faderns död 1707 blev han och hans bror Ernst August nominella medregenter till farbrodern Vilhelm Ernst. Johan Ernst kom på grund av sin tidiga död aldrig att spela någon politisk roll. Däremot gjorde han sin bemärkt som skicklig violin- och klaverspelare. Av hans kompositioner blev sex violinkonserter postumt befordrade till trycket av Georg Philipp Telemann.